# SILVER RECORD
「SILVER RECORD」（シルバーレコード）は、日本のバンドストレイテナーのインディース時代に発売されたシングルである。2002年10月9日発売。発売元はghost records。

## 概要
- アルバム『SKELETONIZED』のリリース後に立ち上げた自主レーベル「ghost records」からリリースした1枚目となるシングル[注釈 1]。

## 収録曲
- 全作詞/作曲：ホリエアツシ

1. SILVER STAR
2008年の大山加入以降はセットリストに含まれることはなかったが、2013年2月17日に日本武道館で行われた単独ライブ「21st CENTURY ROCK BAND」のアンコールの際、ホリエとナカヤマによる2人編成によって演奏された[注釈 2]。また、同年から行われた「21st CENTURY ROCK BAND TOUR」では4人編成による演奏が披露されている[1]。
2. DJ ROLL
後にメジャー1stアルバム『LOST WORLD'S ANTHOLOGY』に「DJ ROLL [VIDEO ADDICT EDIT]」として3人編成による再録版が収録されている他、2012年に発表されたアルバム『SOFT』には4人編成でのアコースティック・ライブの音源が収録されている[2]。
歌詞に「ライス入りのチキンスープ」、「チリドッグ」が含まれている。
3. THE MAN WITH A SILVER GUN
4. LOST WORLD
上述のメジャー1stアルバムのタイトルの命名者であるナカヤマによれば、1stアルバムのタイトルは本楽曲が由来であり、アルバムジャケットの制作にも取り入れられている[3]。
2018年2月20日に新木場スタジオコーストで行われたライブイベント「STRAIGHTENER MANIA」では4人編成による演奏が実現した[4]。